# مارجيت كونراد
مارجيت كونراد (بالألمانية: Margit Conrad )‏ (و. 1952  م) هي سياسية ألمانية، ولدت في كوزل، هي عضوةٌ الحزب الديمقراطي الاجتماعي الألماني.

## مناصب
تولت منصب عضو في البوندستاغ الألماني (18 فبراير 1987–31 مايو 1990)
- عضو مجلس الشورى الموحد سارلاند
- عمدة
- عضو مجلس الشورى الموحد في راينلاند بالاتينات.

## روابط خارجية
- مارجيت كونراد على موقع مونزينجر (الألمانية)